# Индустриальные масла
Индустриа́льные масла́ — дистиллятные нефтяные масла малой и средней вязкости (5-50 мм²/с при 50 °C), используемые в качестве смазочных материалов, преимущественно в узлах трения станков, вентиляторов, насосов, текстильных машин, а также как основа при изготовлении гидравлических жидкостей, пластичных и технологических смазок.

## Особенности
Понятие «индустриальных масел» было введено в соответствующих стандартах (ГОСТ, ISO) для обособления данной группы от автомобильных и прочих транспортных масел (моторных, трансмиссионных, авиационных, дизельных, масел для двухтактных двигателей воздушного охлаждения, масел для двухтактных лодочных моторов) и гидравлических жидкостей. Применение смазочных масел в стационарных установках, в отличие от транспорта, характеризуется умеренными тепловыми режимами и давлениями в трущихся парах, часто — большими заправочными объёмами. Часть оборудования имеет открытые пары трения с расчётом на систематическую ручную или лубрикационную смазку с соответственно повышенным расходом масла. В целом это создаёт предпосылки к использованию более дешёвых и простых в производстве масел, не содержащих синтетических компонентов и большого количества присадок. Эксплуатация промышленного оборудования в помещениях со щадящими температурными условиями в большой мере снимает проблему «всесезонности» масла, характерную для транспорта.

## Применение
Индустриальные масла с комплексом присадок (антиокислительной, противоизносной, антикоррозионной и др.) применяются для смазывания подшипников, направляющих скольжения, редукторов и наполнения гидравлических систем промышленного оборудования.
В отличие от транспорта, широко применяются маловязкие масла с минимумом присадок — для смазки движущихся частей измерительных приборов, текстильных машин и т. п. или, наоборот, сравнительно густые высокоадгезионные масла для открытых узлов типа цепных приводов, зажимных механизмов станков. Для скользящих направляющих и гидравлики специфичны «противоскачковые» присадки, предотвращающие рывки при страгивании пары; это важно для увеличения точности позиционирования и исключения колебаний при движении тихоходных узлов.
Дешёвые, отработанные или регенерированные индустриальные масла применяются в операциях закалки (для охлаждения) и воронения (как пропитка пористой окисной плёнки) чёрных металлов. Обработка абразивными порошками — шлифовка, притирка, полировка — также часто проводится в среде масла, как правило — дешёвого минерального, то есть индустриальных марок.
Масло используется для консервации и упаковки (промасленная бумага) готовой продукции металлообработки, но в этой области активно вытесняется специальными «липкими» смазками и полимерными плёнками.
Эмульсии на основе индустриальных масел, воды и эмульгаторов применяются в качестве смазывающе-охлаждающих жидкостей при обработке материалов резанием, в строительстве для смазки опалубки бетонных конструкций, для жирования кож.
Примеры индустриального масла: веретённое масло и масло для швейных машин.

## Классификация
В основу современной классификации индустриальных масел различного назначения положен принцип их деления на группы в зависимости от области применения и эксплуатационных свойств.
Международной организацией по стандартизации (ISO) разработан ряд стандартов, касающихся классификации индустриальных масел:
- ГОСТ 28549.0-90 (ИСО 6743/0-81) СМАЗОЧНЫЕ МАТЕРИАЛЫ, ИНДУСТРИАЛЬНЫЕ МАСЛА И РОДСТВЕННЫЕ ПРОДУКТЫ. (КЛАСС L). Классификация групп
- ISO 3448-75 «Смазочные материалы индустриальные. Классификация вязкости».

С учетом требований ISO и ГОСТа 17479.0-85 «Масла нефтяные. Классификация и обозначения. Общие требования» — разработан ГОСТ 17479.4-87 «Масла индустриальные технические требования».
Обозначение индустриальных масел согласно ГОСТ 17479.4-87 включает группу знаков, разделенных между собой дефисом:
- первый знак (прописная буква «И») — общий для всех марок независимо от состава, свойств и назначения масла;
- второй знак (прописная буква) — принадлежность к группе по назначению;
- третий знак (прописная буква) — принадлежность к подгруппе по эксплуатационным свойствам;
- четвертый знак (цифра) — принадлежность к классу вязкости.